# Christoph Brüx
Christoph Brüx, född 13 december 1965 i Sonsbeck i Nordrhein-Westfalen i dåvarande Västtyskland, är en tysk konstnär, pianist, kompositör, musikproducent och filmare. Han har arbetat för konstnärer som No Angels, Matthias Reim och Brooklyn Bounce.

## Uppväxt och utbildning
Christoph Brüxs musikaliska begåvning märktes redan i unga år. Han lärde sig spela piano och senare avslutade han med en musikexamen.
Hans kompositioner utmärks av en strävan efter en mer äkta rytmik. Inspirerad av naturen skapade han några kompositioner av gränsöverskridande harmonik, till exempel i sitt videoklipp Niklas'Theme.
Förutom musiken har Brüx sysselsatt sig med målning och skulptur i sin egen ateljé i Hamburg i Tyskland.

## Bildgalleri

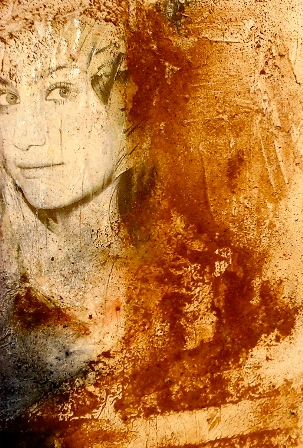
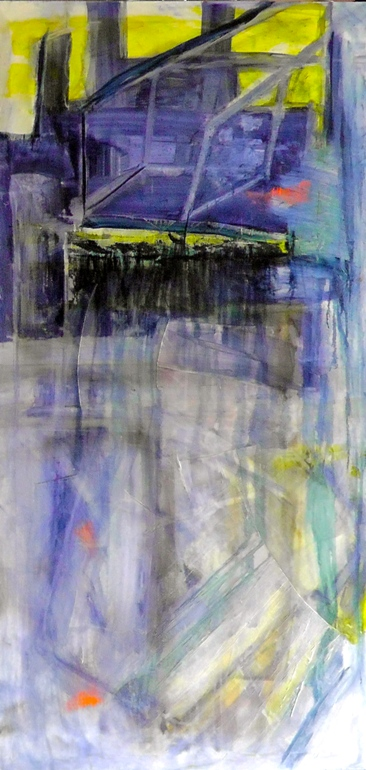
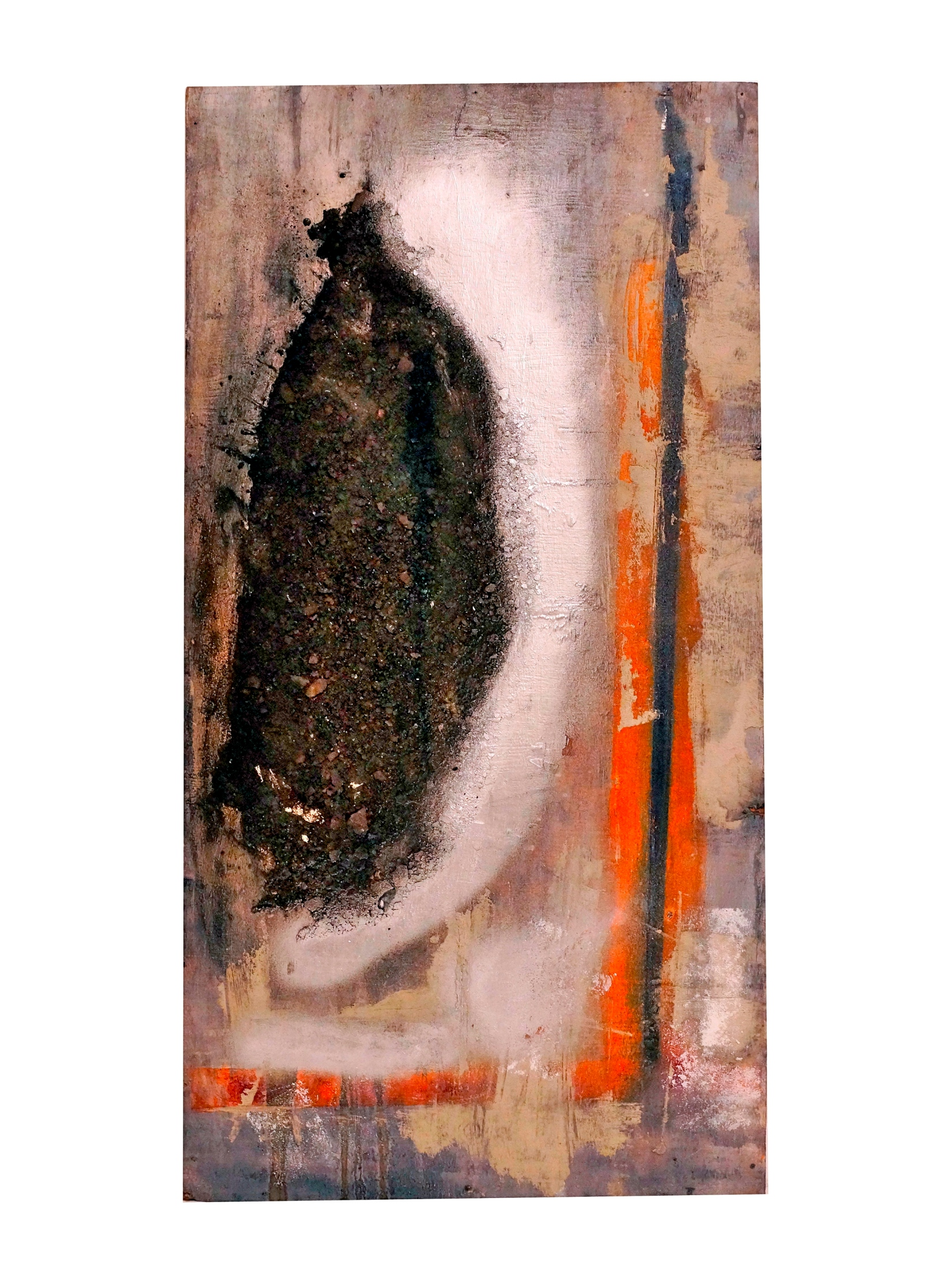
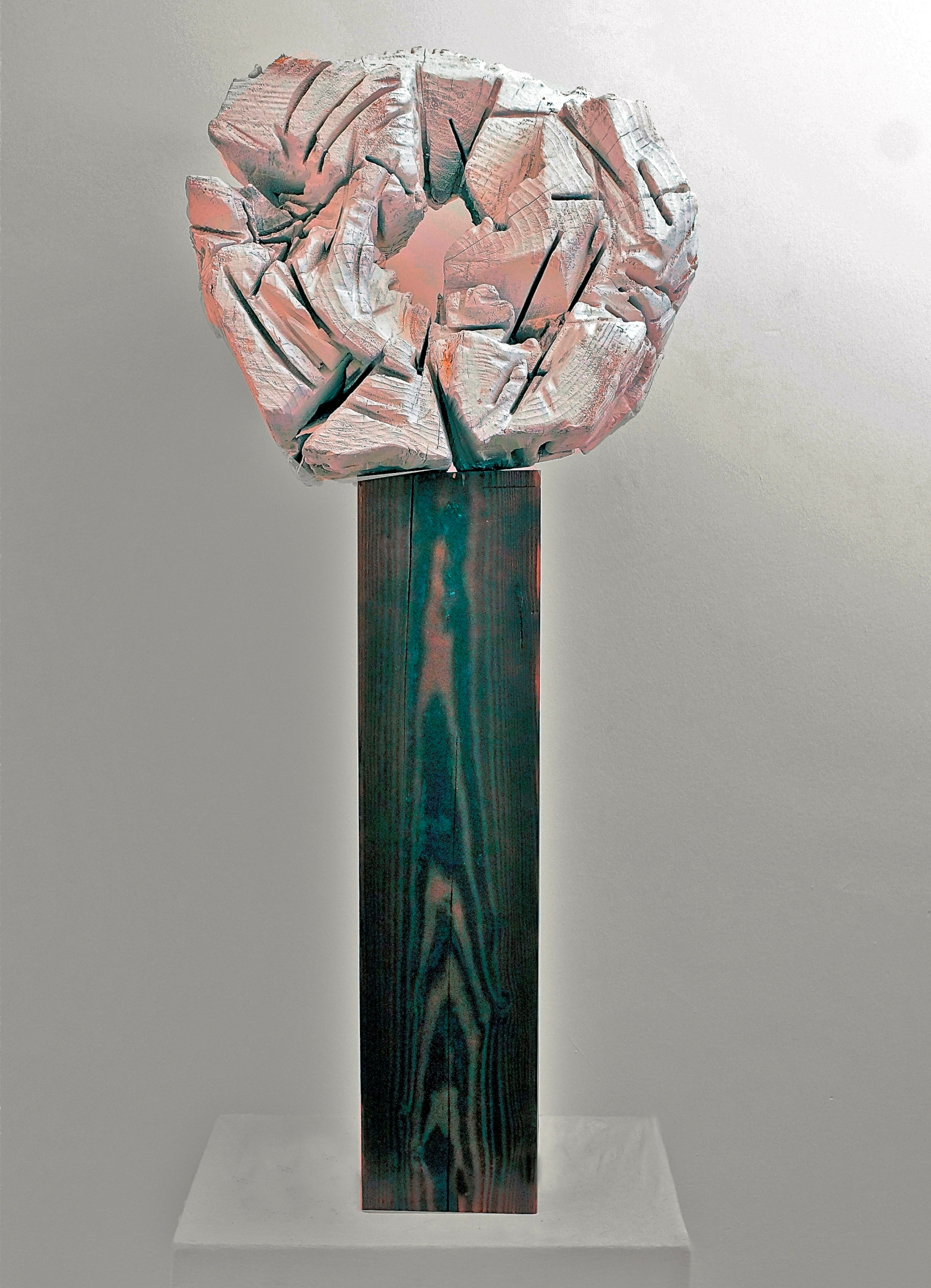
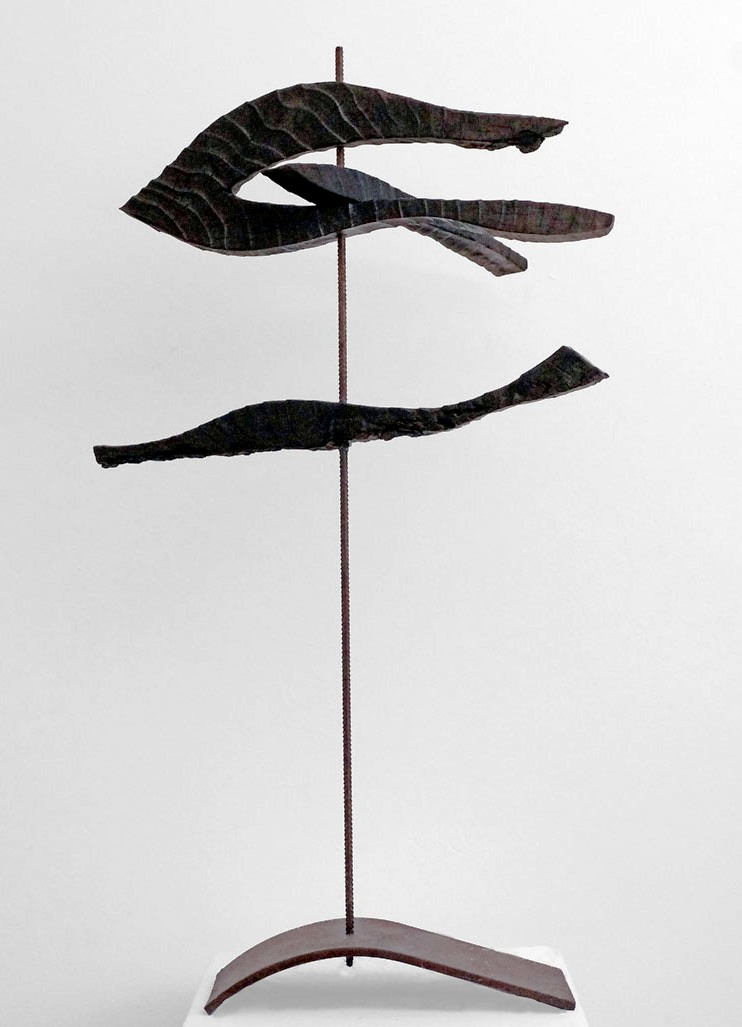
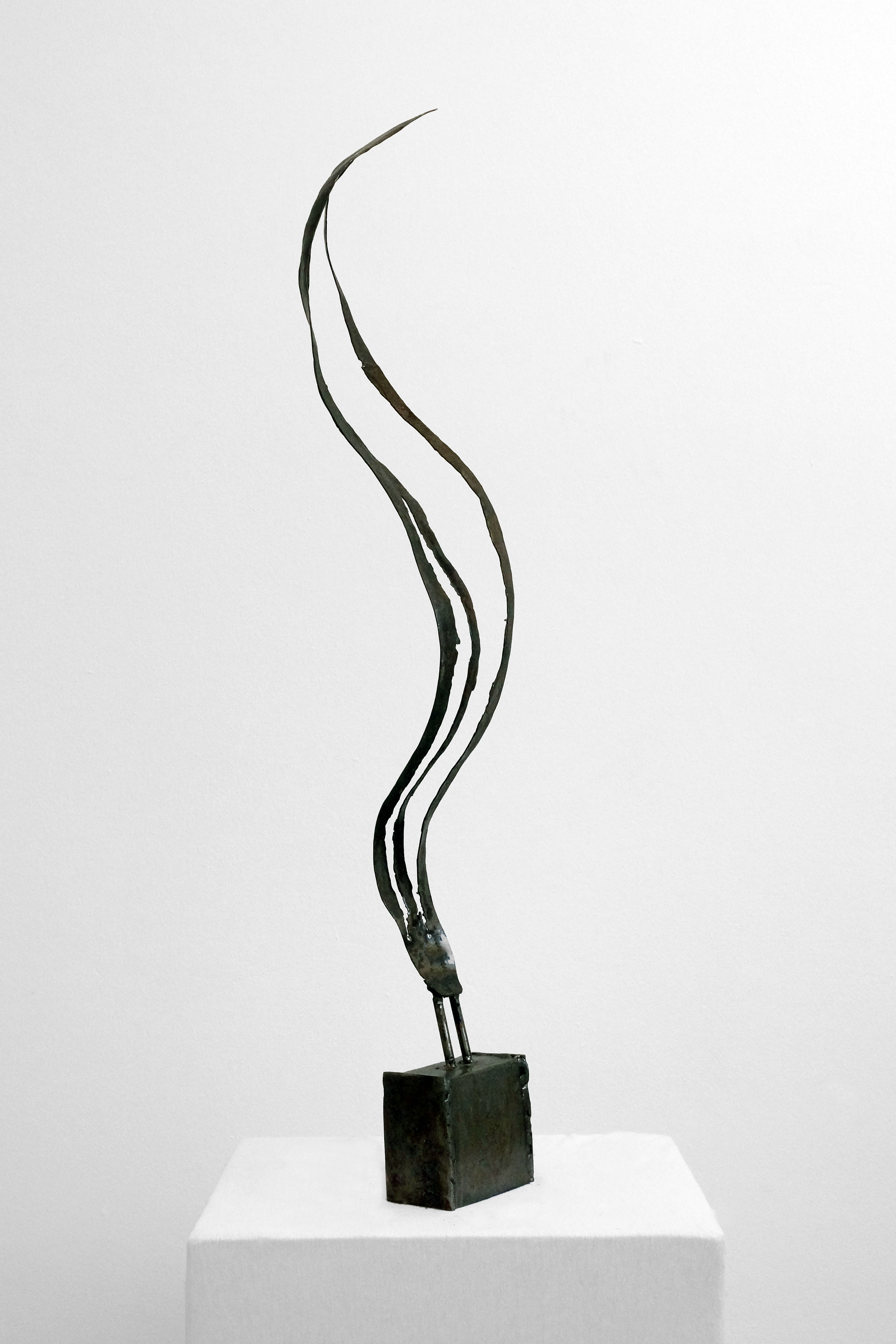
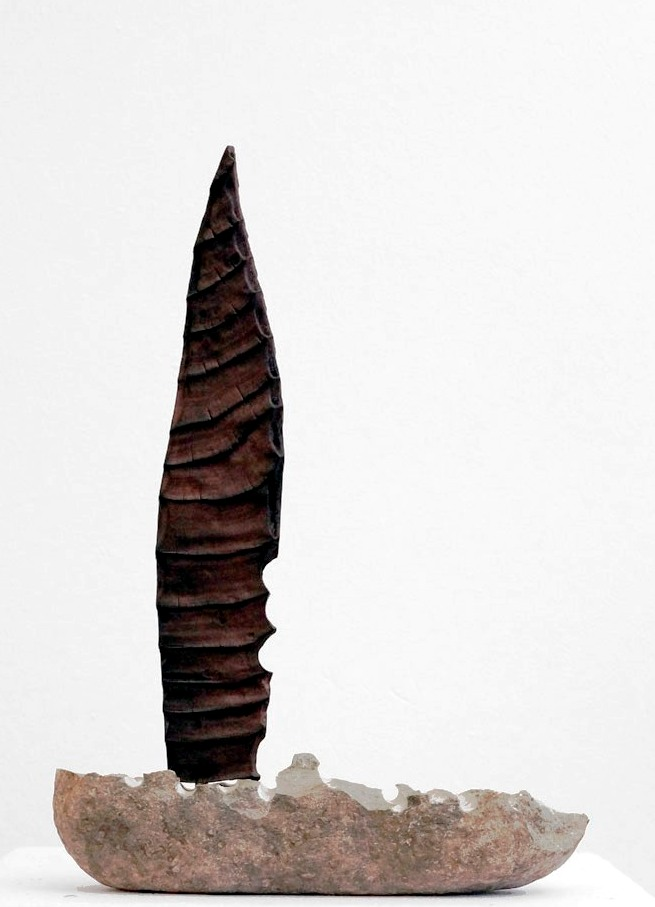
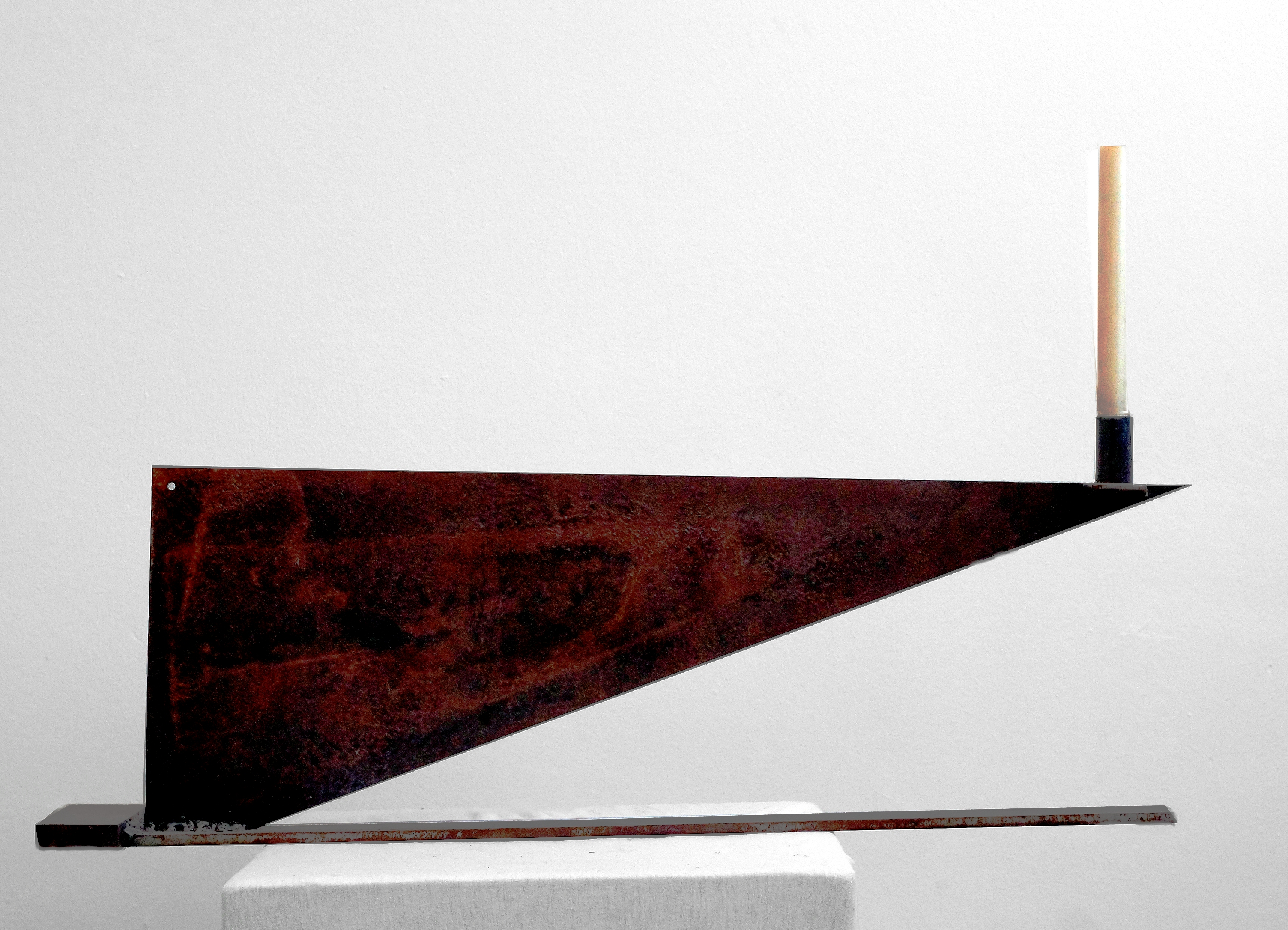

### Banden
- SMC Unity[1]

Medlemmar: Sofie St. Claire, Matthias Menck, Christoph Brüx
- Dolphin Sound[2]

Medlemmar: Christoph Brüx, Matthias Menck

### Diskografi (Urval)
| År   | Konstnärer                   | Rubrik                               |
| ---- | ---------------------------- | ------------------------------------ |
| 1993 | SMC Unity                    | Move'n Groove                        |
| 1994 | SMC Unity                    | Make It Happen                       |
| 1995 | Matthias Reim                | Tina geht tanzen (Anti-drug sang)    |
| 1995 | Matthias Reim                | Ist das Liebe?                       |
| 1995 | Matthias Reim                | Alles klar                           |
| 1996 | Dolphin Sound                | The Circle                           |
| 1997 | Matthias Reim                | Wenn du gehen willst, must du gehen  |
| 1997 | Matthias Reim                | Das erste Mal                        |
| 1998 | Sweet Sour                   | Pick A Number                        |
| 2000 | The Underdog Project         | Tonight                              |
| 2000 | Anna David                   | P.Y.B. (Pretty Young Boy)            |
| 2001 | Double M.                    | Featuring Sophie* - Friday Nite      |
| 2001 | Brooklyn Bounce              | Born To Bounce (Music Is My Destiny) |
| 2002 | Bro'Sis                      | All I Wanna Know                     |
| 2002 | Bro'Sis                      | Let Me Know                          |
| 2002 | The Underdog Project         | I Can't Handle It (Alex K Mix)       |
| 2003 | The Underdog Project         | Winter Jam                           |
| 2003 | Vanessa S.                   | Shining                              |
| 2003 | No Angels                    | Angel of Mine                        |
| 2004 | Novastar (2)                 | Summer Jam                           |
| 2005 | 18auf12 feat. Gary Krosnoff  | Back to St. Pauli                    |
| 2006 | Tony Cook & The Trunk-O-Funk | Cash Advance                         |
| 2007 | Alex Prinz u.a.              | Try to write a lovesong (Ambient)    |
| 2010 | 18auf12: 100 år FC St. Pauli | One Hundred Beers ( 100 ölen)        |

### Filmografi
- Für die Familie (For the family) (Kortfilm) (Tyskland 2004)
- Alina (Alina)[14] (Tv-serie) (Tyskland 2005)
- Alinas Traum (Alina's dröm) (Ungdomsfilm) (Tyskland 2005)
- Niklas'Theme (undervattensvideoklipp) musik och film genom Christoph Brüx

## Artistsamarbeten
| - No Angels - Matthias Reim - Bro'Sis - The Underdog Project - Brooklyn Bounce - Vanessa S - Anke Engelke - Marc et Claude | - Al Jarreau - Kool & The Gang - Matthias Menck (Double M.) - Thomas Hettwer - Tina Turner - Niklas Schmidt - David Hasselhoff - Bonnie Tyler | - Jasmin Wagner (Blümchen) - Reinhard Fendrich - Anna David - Tony Cook - Moloko |